# Лицо без маски
«Лицо без маски» (англ. The Naked Face) — кинофильм, детектив, триллер снятый по мотивам романа Сидни Шелдон.

## Сюжет
Психоаналитик доктор Джадд Стивенс оказывается замешан в криминальную историю. Пациент его клиники был убит и ряд улик указывает на причастность доктора. Стивенсу после безуспешных попыток доказать полиции свою невиновность приходится взять расследование в свои руки. Он вынужден скрываться и от полиции и от загадочного киллера, который продолжает убивать его пациентов. Доктору приходится использовать свои профессиональные навыки, чтобы открыть лицо истинного убийцы.

## В ролях
- Род Стайгер — Макгрери
- Эллиотт Гулд — лейтенант Энджели
- Роджер Мур — доктор Джадд Стивенс
- Арт Карни — Моргенс
- Энн Арчер — Энн Блэк
- Дэвид Хедисон — Питер Хэдли
- Дик Солленбергер — Бертелли
- Джон Капелос — Фрэнк
- Вирджиния Смит — Роза Грэм
- Джимми Ф. Скэггс — Фаллон
- Фрэнки Хилл — Кэрон